# Leptodea ochracea
Leptodea ochracea е вид мида от семейство Unionidae. Видът е почти застрашен от изчезване.

## Разпространение и местообитание
Разпространен е в Канада (Нова Скотия и Ню Брънзуик) и САЩ (Вашингтон, Вирджиния, Делауеър, Джорджия, Кънектикът, Масачузетс, Мейн, Мериленд, Ню Джърси, Ню Йорк, Пенсилвания, Род Айлънд, Северна Каролина и Южна Каролина).
Обитава крайбрежията и пясъчните дъна на сладководни басейни, океани, реки и канали.

## Описание
Популацията на вида е намаляваща.